# Хернквист, Ларс
Ларс Хернквист (англ. Lars Eric Hernquist; род. 14 декабря 1954, Принстон, Нью-Джерси) — американский астрофизик-теоретик, известен своими теоретическими и вычислительными работами по слиянию галактик и возникновению космологических структур.
Доктор философии (1985), профессор Гарварда, где трудится с 1998 года, член НАН США (2008) и Американской академии искусств и наук.
Лауреат премии Грубера по космологии (2020).
Родился в семье шведских эмигрантов, перебравшихся в США после Второй мировой войны. Его отец имел степень доктора философии по физике.
Окончил Корнелл (бакалавр физики, 1977), степень доктора философии получил в Калтехе в 1985 году. С 1990 по 1998 год состоял в штате Калифорнийского университета в Санта-Крузе.
В 1998 году перешёл в Гарвард, с 2009 года именной профессор (Mallinckrodt Professor) астрофизики, заведовал кафедрой астрономии.
Автор более 500 рецензированных публикаций, цитировавшихся более 70 тыс. раз.